# فانيولا
فانيولا (بالمجرية: Vanyola) هي municipality of Hungary تقع في المجر في مقاطعة فسبرم.